# Дендрологический парк (Щучинск)
Дендрологический парк (Дендропарк)  г. Щучинск  — объект государственного природно-заповедного фонда республиканского значения Казахстана, уникальный единичный объект paстительного мира, имеющий особое научное и (или) историко-культурное значение. Находится в ведении ТОО «Казахский научно-исследовательский институт лесного хозяйства и агролесомелиорации А.Н. Букейхана» (КазНИИЛХА). Является объектом научно-исследовательской деятельности по интродукции древесных растений.
Интродукция растений – это целеустремленная деятельность человека по введению в культуру в данном естественноисторическом районе растений (родов, видов, подвидов, сортов и форм), ранее не произраставших там, или перенос их из местной флоры. Растение, вводимое при этом в культуру, называется интродуцентом.

## Создание дендрологического парка
Первые попытки высадки растений в Северном Казахстане носили любительский характер и начались в конце XIX — начале XX веков, когда переселенцы привезли с собой растения, ранее не произраставших в данной местности. Основная роль в распространении новых видов растений и озеленении городов была отведена дендрологическим паркам и ботаническим садам.
Дендрологический парк был заложен на открытой площадке высокой поймы озера Щучье в северной части г. Щучинска, Акмолинской области. Решением Щучинского горсовета депутатов трудящихся от 13 сентября 1960 г. приказом за № 18/218 был отведён участок городской земли 44,3 га. До освоения участок, определённый под дендропарк использовался под огороды. Дендрологический парк был основан в 1961 году под руководством профессора, доктора с/х наук Савич Владимира Михайловича на площади 44,3 га, в настоящее время территория парка составляет 31,69 га. Затем работой по интродукции растений руководил И. С. Спиглазов.
В нынешнее время на территории дендропарка проводятся работы по уборке повреждённых и отставших в росте растений, вырубка и выкапывание самосева. Ведется работа по ботаническому обмену семенами, сеянцами и саженцами, коллекционные насаждения пополняются новыми видами растений.

## Характеристика территории Щучинского дендрологического парка

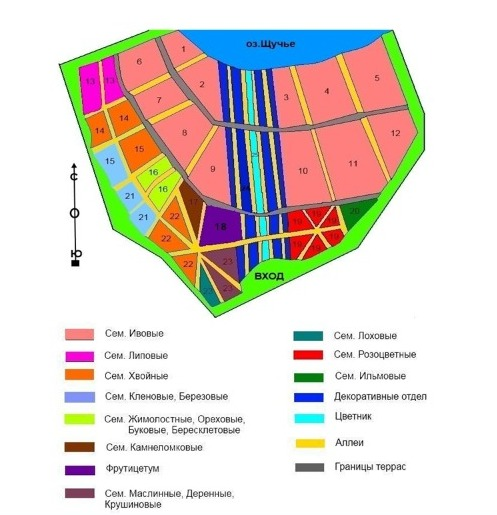
Рисунок 1. Квартальное размещение насаждений дендропарка

Древесные и кустарниковые виды в кварталах парка размещались по систематическому принципу, преимущество которого заключалось в том, что видовое разнообразие рода и семейства сосредотачивается в одном месте. Виды растений размещались в ландшафтном стиле, близком к естественному их произрастанию. В композиционную группу включалось от 3 до 40 и более растений. Часть дорог оформлена бордюрами из кустарников (смородины золотистой, жимолости Рупрехта, кизильника блестящего и др.), аллеями из деревьев (берёзы повислой, лиственницы сибирской, тополя бальзамического и др.). по всей территории парка была произведена посадка саженцев сосны, тополя и берёзы для создания фонового укрытия. В то же время по границам дендропарка была посажена защитная полоса из двух наружных рядов вяза перистоветвистого, одного ряда колючих кустарников (облепихи и боярышника алтайского) и одного ряда берёзы повислой. Также в первый год были созданы аллеи из лиственницы, ели, сосны, берёзы, клёна остролистного и тополя бальзамического. Всего в первый год была произведена посадка 175 видов интродуцентов в количестве 11144 штук. И уже к 1964 году посадка дендропарка в основном была осуществлена.
Панорама дендрария в разные периоды освоения территории на фотографиях.

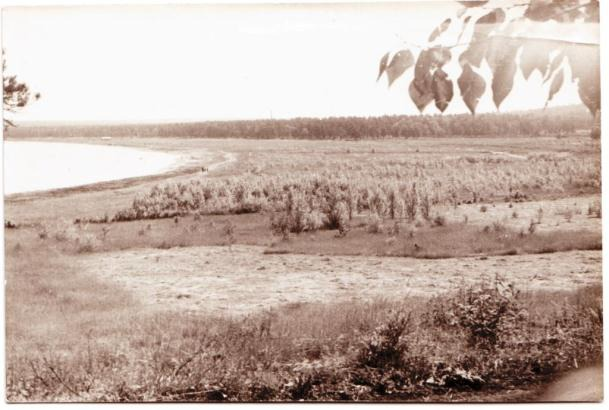
1961 год
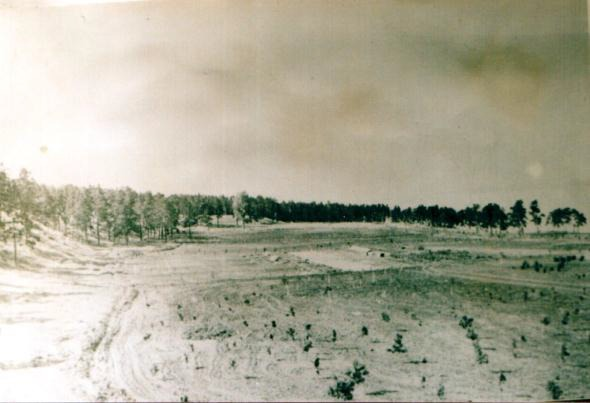
1964 год
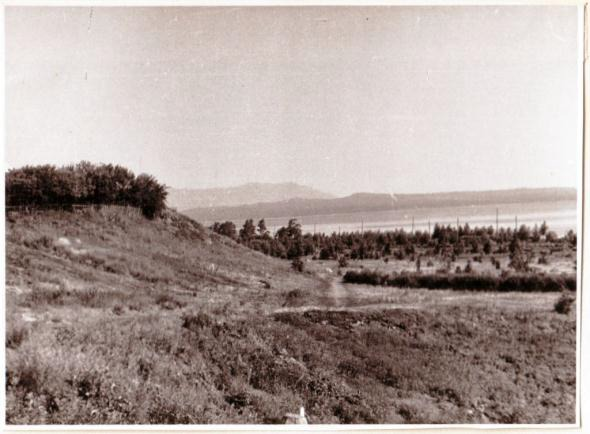
1966 год

## Вклад горожан в формирование коллекционного фонда растений дендропарка
Над созданием и формированием дендропарка трудились не только сотрудники института и рабочие лесхоза. С большим энтузиазмом принимал участие весь город Щучинск: сотрудники городских организаций, учащиеся техникумов и школ (посадка растений, полив, прополка, переполка приствольных кругов, обрезка и др.). Учащимися горного техникума были высажены 34 саженца ели обыкновенной в партерной части дендропарка при входе (полукруг), а также берёзы и тополя в защитной полосе вокруг парка. Под руководством Е. И. Халимана учащимися одиннадцатилетней школы были посажены берёзы для создания фоновых насаждений в кварталах № 8 и 9, бордюр из вяза приземистого вдоль изгороди, черенки тополя в школьное отделение и берёзовая аллея на верхней террасе дендропарка. Полюбившаяся всем аллея из клёна остролистного была посажена учащимися педучилища. Еловую аллею на верхней террасе, идущую от города к озеру Щучье, посадили учащиеся Бармашинской школы № 6. Они так же помогали в посадке берёз в защитной полосе вокруг дендропарка. Под руководством преподавателя Виктора Ивановича Курганова для учеников этой школы был создан лагерь труда и отдыха. Руководством школы был заключён договор на организацию летнего отдыха учеников с лесхозом при КазНИИЛХА. Учащиеся школы на протяжении нескольких лет принимали участие в работах при посадке видов растений на опытных участках и в дендропарке, прополке и поливе гряд на питомнике, уходе за лесными культурами, узнавали о новых видах растений и их хозяйственно-ценных качествах, а также возможностях их применения в различных отраслях хозяйственной деятельности.

## Растительность на территории дендрологического парка Щучинска
В настоящее время основной части насаждений дендропарка исполнилось более 50 лет. Многие виды дают обильный урожай с хорошим качеством семян, которые прорастают в почве, образуя обильный самосев.
Здесь, произрастают как широко распространённые зональные: сосны, берёзы, тополя, так и редкие виды растений (интродуценты): дуб черешчатый, липа мелколистная, лещина древовидная, орех Зибольда, яблоня Недзвецкого, кизильник блестящий, можжевельник казацкий, смородина скальная, золотой корень, левзея сафлоровидная, пион Марьин корень, солодка голая и многие другие.

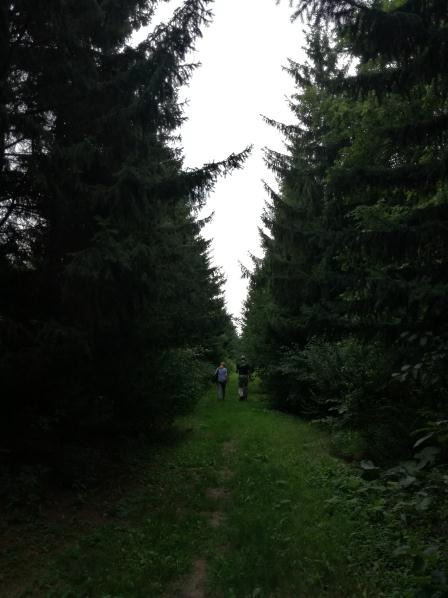
Еловая аллея
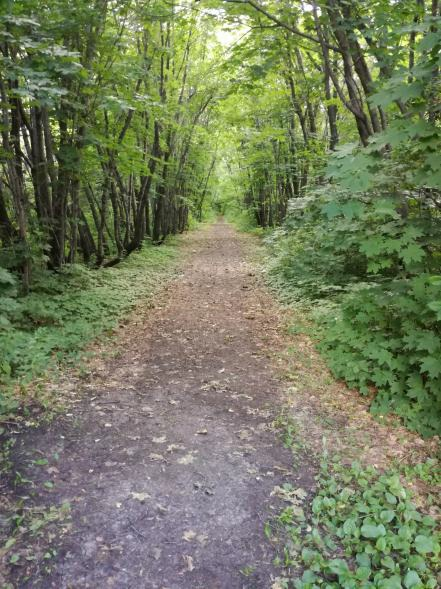
Кленовая аллея
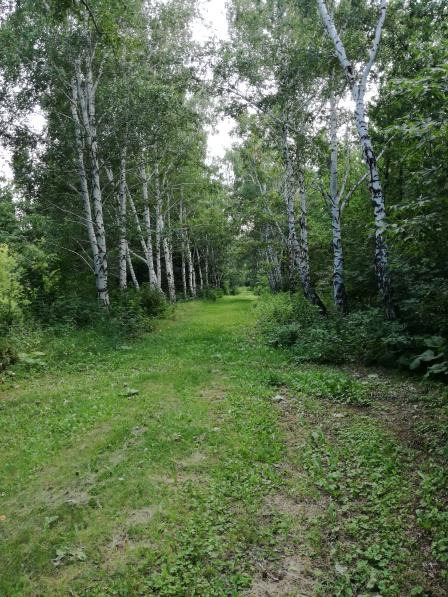
Березовая аллея
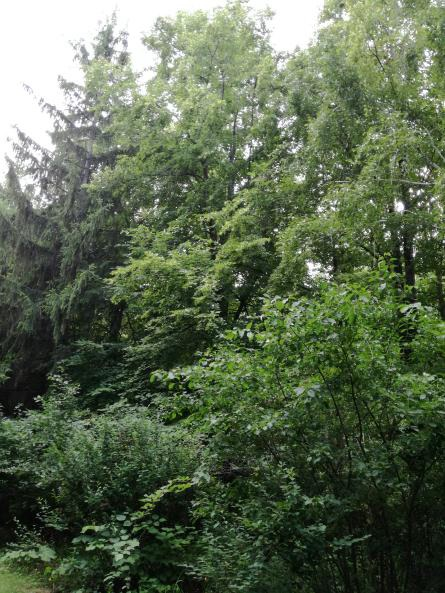
Ландшафтные биогруппы